# زیست‌زمین‌شناسی
زیست‌زمین‌شناسی (انگلیسی: Biogeology) مطالعه رابطه متقابل زیست‌کره و سنگ‌کره زمین است.
در زیست‌زمین‌شناسی ارتباط سامانه‌های مواد حیاتی، آب‌شناسی و بوم‌سار با یکدیگر به منظر کمک به درک اقیانوس‌ها، اقلیم و تأثیر بر روی سامانه‌های زمین‌شناختی بررسی می‌شود.
یکی از مشهورترین زیست‌زمین‌شناسان در ایالات متحده آمریکا دکتر پرستون کلود استاد دانشگاه کالیفرنیا، سانتا باربارا بود که از ناسا بودجه پژوهشی برای بررسی سنگ‌های بازگشتی از برنامه فضایی آپولو دریافت کرد.